# السياحة في الصين

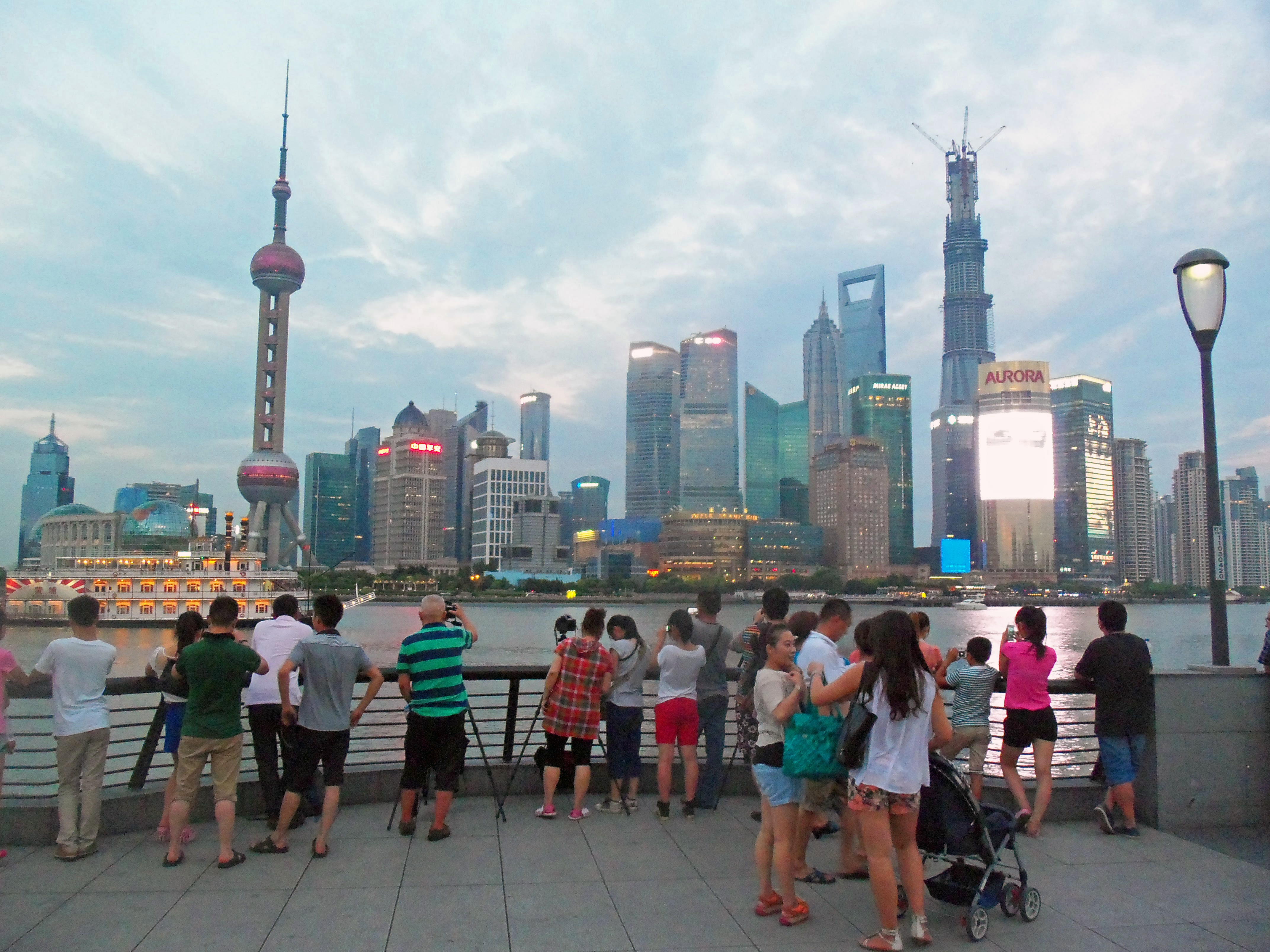
مدينة شنغهاي

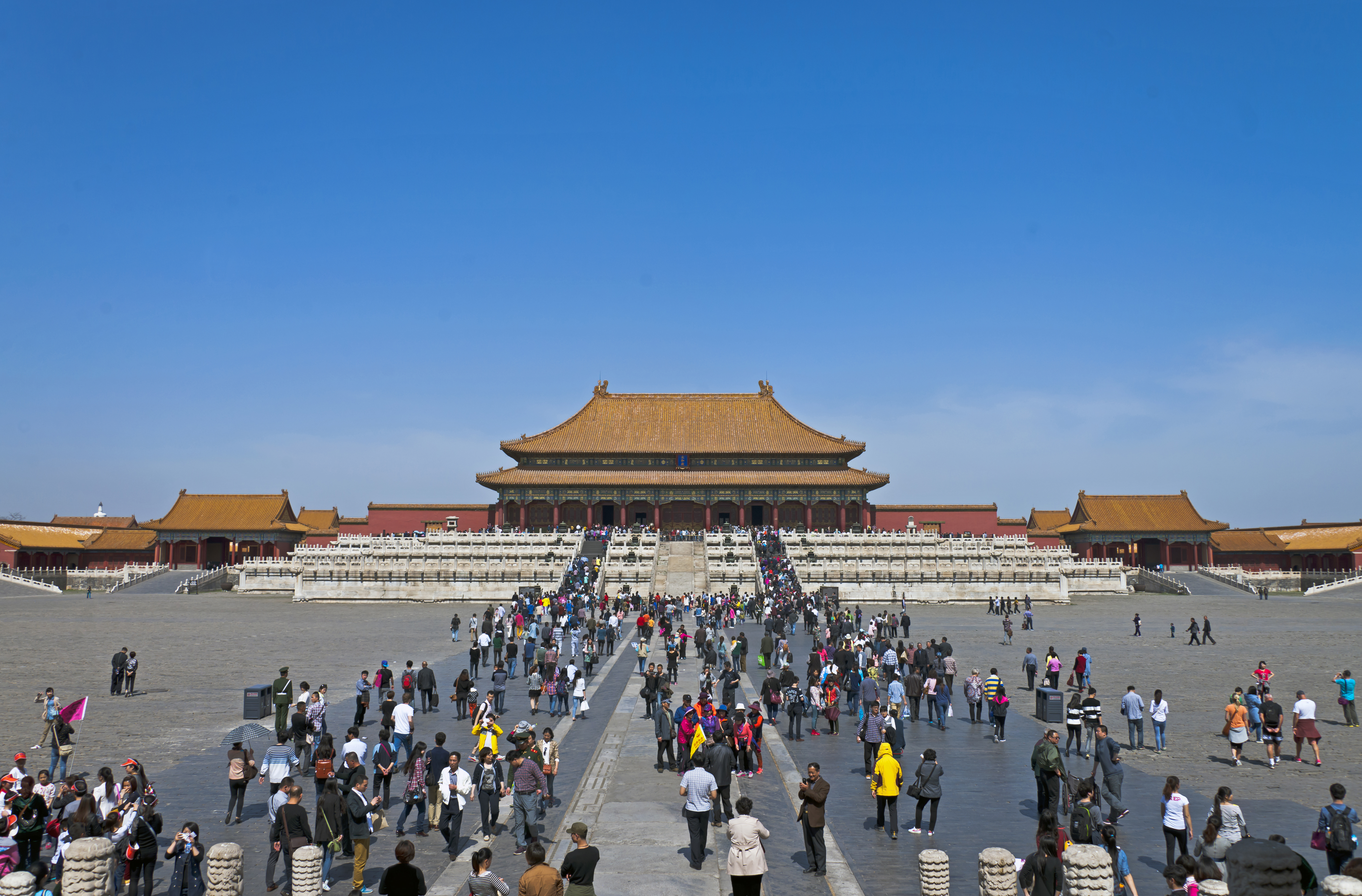
سواح في المدينة المحرمة في بكين

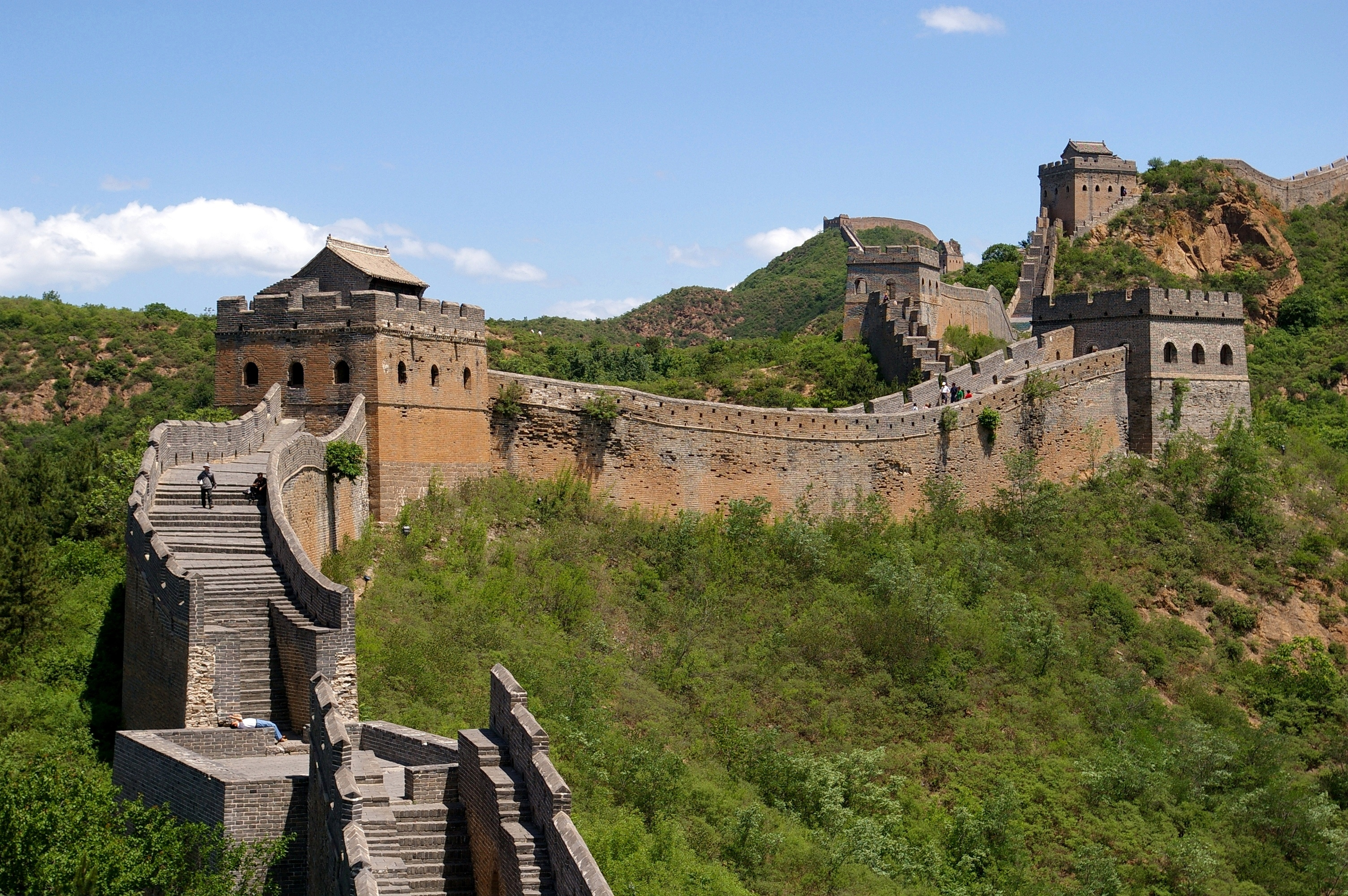
سور الصين العظيم

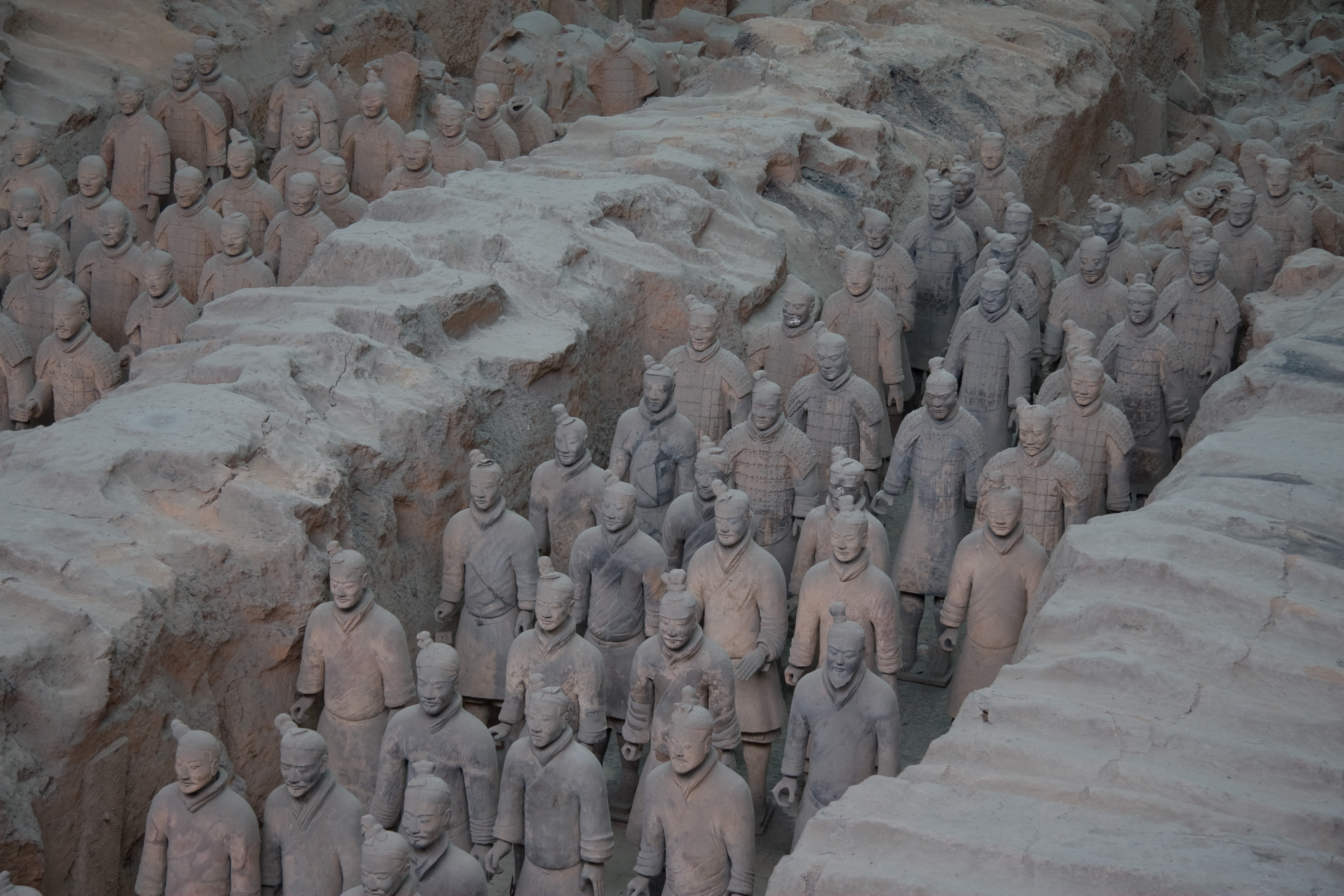
ضريح الإمبراطور الأوّل كين في شيان.

السياحة في الصين تشهد السياحة في الصين ارتفاع واسع منذ الإصلاح الاقتصادي الصيني، وذلك بعد ظهور الطبقة الوسطى الغنية الجديدة وذلك بعد تسهيل قيود الحركة من قِبَل السُلُطات الصينية فشهدت الصين عصراً من الازدهار، الصين الآن أصبحت من أكثر البلدان التي يزورها السواح، الصين حالياً هي ثالث أكثر بلد يزوره السواح، حيث شهدت في سنة 2010 زيارة 55.98 مليون سائح والتبادل الأجنبي للعُمُلات وصلَ إلى 45.8 $ مليار دولار أمريكي، لِتُصبِح رابع أكثر بلد من حيث التبادُل التِجاري وشهدت الصين ازدياد في الاستثمار الأجنبي، من أبرز الأماكن السياحية في الصين هي سور الصين العظيم الذي هُوَ واحد من عجائب الدنيا السبع الجديدة والمدينة المحرمة في بكين عاصمة الصين والبوند في مدينة شنغهاي وضريح الإمبراطور الأوّل كين في مدينة شيان وقمة إفرست أعلى قمة في العالم والتي تقع في غرب الصين ومدينة هونغ كونغ ومكاو في جنوب الصين وشاطئ سانيا في جزيرة هينان.

## تاريخيًا
تأسست أول وكالة سفر صينية في الصين على يد المصرفي «تشن قوانغفو» في عام 1923، وبدأت السياحة في الظهور كجزء من أسلوب حياة الطبقة البورجوازية وصناعة ناشئة خلال الحقبة الوطنية في الصين. بعد تأسيس جمهورية الصين الشعبية عام 1949، لم تكن السياحة مساهمًا رئيسيًا في اقتصاد الدولة بسبب النظام السياسي للصين والقيود الاقتصادية والسياسية التي فرضتها الدول الغربية. كانت إدارة السياحة الصينية حينها وكالة حكومية تهتم بشؤون السياحة التي تعتبر ذات أهمية للعلاقات الخارجية للصين. تأسست شركة «خدمة السفر الدولية الصينية» في عام 1954 وكانت شركة سياحية مملوكة للدولة، وكان مصطلح «دولية» يُشير هنا إلى الدبلوماسية. كان أول السائحين القادمين إلى الصين من الاتحاد السوفيتي والدول الاشتراكية الأخرى. وفي عام 1958، أُسندت مسؤولية إدارة «خدمة السفر الدولية الصينية» إلى الأمين العام لمجلس الدولة، ونقلت فروعها إلى الحكومات المحلية.
كان للسياحة في الصين طابع تنظيمي مرتبط بالأغراض الدبلوماسية والسياسية، وقدمت جولات مثل «جولة دراسة الإنتاج» أو «جولة دراسة الصناعة والتجارة». وقال رئيس الوزراء «تشوان لاي» إن الغرض من السياحة هو «التعريف بأنفسنا، وفهم الآخرين، ونشر التأثير، وكسب التعاطف». ومن خلال «خدمة السفر الدولية الصينية»، قدمت الصين خدمات السفر للمواطنين الصينيين المقيمين بالخارج والزائرين الذين قد ينقلون صورة إيجابية عن الصين إلى بلدانهم الأصلية. وفي عام 1964، وافقت اللجنة الدائمة لمؤتمر الشعب الوطني على إنشاء «إدارة مؤسسات السفر والسياحة الصينية»، والتي أصبحت لاحقًا «الإدارة الوطنية للسياحة الصينية».
في المراحل المبكرة من الثورة الثقافية، توقفت السياحة الدولية تمامًا، فقد هاجم «الحرس الأحمر» «خدمة السفر الصينية» و«خدمة السفر الدولية الصينية» لارتباطهما بالعلاقات الخارجية. وفي عام 1970، عادت السياحة لتصبح أقل إشكالية. وفي مؤتمر العمل السياحي الوطني لعام 1971، اعتُبرت السياحة جزءًا هامًا من العمل الخارجي للصين. وبين عامي 1971 و1978، زاد عدد الأجانب الذين سمح لهم بزيارة الصين من خلال الإدارة الوطنية للسياحة بمعدل 20 ضعفًا، وزادت عائدات العملات الأجنبية من السياحة بمعدل يقارب 120 ضعفًا. وفي عام 1977، أعلنت منتديات التخطيط السياحي أن مهمة السياحة هي جلب العملات الأجنبية لتمويل خطة التحديثات الأربعة. ومع بداية عامي 1978 و1979، دعم «دينغ شياو بينغ» تطوير السياحة لأغراض التنمية الاقتصادية، ومع اعتماد السياحة كوسيلة أساسية للحصول على العملات الأجنبية، بدأت الصين بالترويج لثقافتها وتجاربها السياحية المميزة لجذب السياح.
مع حلول عام 1980، شهد قطاع السياحة في الصين ازدهارًا كبيرًا. وسمحت التوسعات في حركة الطيران المحلية والدولية ووسائل النقل السياحية الأخرى بجعل السفر أكثر سهولة، إذ أُتيح للمسافرين من مختلف أنحاء العالم الوصول إلى أكثر من 250 مدينة وبلدًا صينيًا بحلول منتصف الثمانينيات. كان بإمكان الزوار السفر إلى 100 موقع بوجود تأشيرات صالحة أو تصاريح إقامة، بينما تطلبت المواقع الأخرى تصاريح سفر من أقسام الأمن العام. وفي عام 1985، زار الصين نحو 1.4 مليون زائر أجنبي، وبلغت إيرادات السياحة حوالي 1.3 مليار دولار أمريكي.
وفي عام 2015، كانت الصين رابع أكثر الدول زيارة في العالم بعد فرنسا والولايات المتحدة وإسبانيا، إذ استقبلت 56.9 مليون سائح دولي سنويًا. وفي عام 2017، بلغت مساهمة السياحة حوالي 8.77 تريليون يوان (1.45 تريليون دولار أمريكي)، بنسبة 11.04% من الناتج المحلي الإجمالي، ووفرت وظائف مباشرة وغير مباشرة لما يقرب من 28.25 مليون شخص. وسُجلت 139.48 مليون رحلة وافدة و5 مليارات رحلة داخلية.
وفي عام 2018، كان لدى قطاع الفنادق الصيني أكثر من 2,500 مشروع فندقي جديد قيد التنفيذ.

## السياحة الوافدة
أصبحت الصين وجهة سياحية رئيسية بعد بدء سياسة الإصلاح والانفتاح على العالم في أواخر السبعينيات التي أطلقها «دينغ شياو بينغ». وفي عام 1978، استقبلت الصين حوالي 230 ألف سائح دولي، ويرجع ذلك إلى القيود الصارمة التي فرضتها الحكومة على من يُسمح له بزيارة البلاد. ووفقًا لبيانات عام 2016، جاء معظم الزوار الأجانب من الدول الآسيوية، إذ كانت كوريا الجنوبية المصدر الأكبر للسياحة الوافدة إلى الصين. ومن بين عدد الوافدين، كانت حصة كبيرة تبلغ 81.06 مليون سائح من هونغ كونغ، و23.5 مليون من ماكاو، و5.73 مليون من تايوان. أما عدد الأجانب الذين زاروا الصين في نفس العام فبلغ 28.15 مليون.
في العام نفسه، زاد عدد الزوار الذين قضوا ليلة واحدة بنسبة 4.2% مقارنةً بالفترة نفسها من عام 2015 ليصل إلى 59.27 مليون زائر (وجاء أكثر من 60% منهم من هونغ كونغ وماكاو وتايوان).

## اللغة
تُستخدم بعض أشكال اللغة الصينية بشكل شبه عالمي في الصين، إذ تعد «الماندرين» الشكل الرسمي، وتُستخدم أيضًا العديد من اللهجات الأخرى مثل «الكانتونية» و«الشانغهايوية» التي يتحدث بها عشرات الملايين. ووفقًا لبحث أجرته صحيفة «ذا ديلي تلغراف» في عام 2017، يتحدث أقل من 1% من السكان (نحو 10 ملايين شخص) اللغة الإنجليزية بطلاقة.

## السياحة الداخلية
شهدت «السياحة الحمراء» أول تطور لها في قرى صغيرة نسبيًا في منتصف التسعينيات، وارتفع الإقبال على السياحة الحمراء بشكل ملحوظ في أواخر التسعينيات، مدفوعًا بتحول السياحة إلى قطاع اقتصادي مربح، إضافة إلى الاحتفالات والفعاليات المتعلقة بتاريخ الحزب الشيوعي التي ترسخت كتقاليد. وتدعم الحكومة السياحة الحمراء لما ترى أنه يعزز التقاليد الثورية، ويعزز الروح الوطنية، ويرسخ الهوية الوطنية المميزة.
أصبح نوع من السياحة الريفية يُسمى «نونغجيا لي» (ويعني حرفيًا «فرحة العائلات الريفية») شائعًا بين سكان المدن الصينيين، إذ توفر هذه السياحة تجارب تعتمد على بيوت المزارعين، إذ يمكن للناس من المدن الاستمتاع بالطعام الطازج من المزرعة والإقامة على الطراز الريفي، ما يوفر مصدرًا مهمًا للدخل الإضافي للعائلات الريفية.
ويوجد إقبال كبير على السياحة الداخلية إلى «ماكاو»، إذ تركز متاجر التجزئة في المناطق السياحية في ماكاو على جذب السياح من مختلف أنحاء الصين. وبفضل القوانين الضريبية المواتية في ماكاو، تُعد وجهة مفضلة للسياح الصينيين لشراء السلع الفاخرة مثل مستحضرات التجميل والمجوهرات والملابس المصممة.